# 斯塔夫河
斯塔夫河（烏克蘭語：Став），是烏克蘭的河流，位於該國西部捷爾諾波爾州，屬於泰納河的支流，發源自格列夏瓦以西，流經捷尔诺波尔区，河道全長29公里，流域面積95平方公里。